# Xénia Gould
Xénia Gould est artiste multidisciplinaire queer. D'origine acadienne et ayant grandi à Shédiac au Nouveau-Brunswick, elle est née le 20 août 1994 à Shédiac,. Il s'agit d'une personne trans femme qui utilise les pronoms elle et qui était connue sous le nom de Xavier Gould jusqu'à l'automne 2023, .
Xénia Gould a une carrière en tant qu'humoriste et drag queen, et joue aussi à la télévision, au théâtre et au cinéma. Elle écrit aussi de la poésie et du théâtre.

## Biographie

### Enfance et formation
Xénia Gould a grandi à Shédiac au Nouveau-Brunswick et fait des études en art dramatique à l'Université Mount Allison de Sackville,. 

### Jass-Sainte Bourque
Dès l'enfance, l'humour, l'écriture et la création de personnages font partie de sa vie. En 2008 et en 2013, Xénia participe à deux courts métrages et tient en 2015 le rôle de Stevie dans le film Owl River Runners. Grâce à son personnage de Jass-Sainte Bourque, Xénia Gould devient une personnalité connue, obtenant même le titre de personnalité culturelle de L'Acadie Nouvelle en 2018. Ce personnage au genre ambigu s'exprime en chiac et "donne une voix à la communauté queer acadienne". Xénia fait des spectacles et des capsules web sous les traits de ce personnage, qui est un peu son alter ego, en plus de participer à l'émission Le réveil à la radio de Radio-Canada. Xénia Gould participe également au festival ZooFest à Montréal et fait la première partie de Mado Lamotte. Lors d'une entrevue, l'artiste décrit son personnage comme suit: "Jass-Sainte, c’est un personnage qui a grandi dans un camp de chasse dans le sud-est du Nouveau-Brunswick, mais qui a finalement déménagé à la ville. Le personnage vit vraiment un clash entre un environnement rural acadien, traditionnel et religieux, et la ville moderne acadienne." De façon similaire à son personnage, Xénia quitte éventuellement Shédiac pour s'installer à Moncton, en 2017.
En 2018, Xénia remporte le concours d’humour amateur du festival HubCap en faisant un numéro d'humoriste en tant qu'elle-même (et non en tant que Jass-Sainte). Ce concours lui permet de participer à un gala des Rendez-vous de la Francophonie. En 2019, Xénia anime le spectacle de la Fête nationale de l'Acadie du Congrès mondial acadien sous les traits de Jass-Sainte Bourque. Depuis octobre 2019, l'artiste a mis de côté temporairement ce personnage pour explorer d'autres avenues.

### Chiquita Mére
Dans les années suivantes, c'est le personnage de drag queen Chiquita Mére (parfois écrit Chiquita Mare), qui prend de l'ampleur dans la carrière de Xénia. Chiquita Mare anime notamment le First Ever Drag Ball acadien en 2020. Cette même année, Xénia participe aussi à la série documentaire Canada's A Drag, de CBC Gem,. En 2021, le personnage de Chiquita Mére figure dans le vidéoclip Pourquoi faire aujourd'hui de l'auteure-compositrice interprète Lisa LeBlanc.

### Autres projets
En parallèle au jeu et à ses activités d'humoriste, Xénia Gould écrit de la poésie et du théâtre. On a pu entendre sa poésie lors de quelques soirées de poésie en Acadie, et on peut aussi la lire sur ses réseaux sociaux. Xénia Gould a remporté en 2019 le prix Viola Léger, de la Fondation pour l'avancement du théâtre francophone au Canada, ce qui lui permet de se consacrer à l'écriture de la pièce de théâtre Déportes-moi: le disco Queer Acadie. En 2023, elle publie son premier recueil de poésie Des fleurs comme moi, aux Éditions Prise de parole, sous le nom de Xavier Gould.
Xénia Gould est également vidéaste. En 2018, lors du Festival international du cinéma francophone en Acadie, elle réalise deux courts métrages intitulés Posy et Clay. Lors de l'édition 2021 du même festival, le film Mona de Xénia Gould, qui suit une jeune drag queen auditionnant pour la téléréalité America's Next Top Model, remporte le prix de la Vague du meilleur court métrage acadien.
Xénia Gould a plusieurs projets en commun avec l'artiste Samuel Landry, qui a aussi un personnage de drag queen nommé Mona Noose, mais qui performe essentiellement sous le nom de drag queen Sami Landri,. Les deux artistes ont co-fondé au printemps 2019 le collectif de drag queens Haus of Ménage avec deux autres collègues, Tommy Des Rosiers (Rose Beef) et Nick Després (Parisienne),.
Xénia Gould milite pour la communauté LGBTQ2S+ acadienne. C'est une partie intégrante de son identité et de son travail d'artiste. Son identité de femme dans une communauté francophone minoritaire fait émerger une réflexion par rapport à l'inclusivité de la langue française et la possibilité de faire évoluer à la fois la langue et les mentalités.

## Œuvres

### Personnages récurrents
- Jass-Sainte Bourque[9]
- Chiquita Mére (parfois écrit Chiquita Mare)[11],[10]

### Poésie
- 2023: Des fleurs comme moi, Éditions Prise de parole[17],[24] (publié sous le nom de Xavier Gould)

### Pièce de théâtre

#### À l'écriture et la mise en scène
- 2021 : Déportes-moi: le disco Queer Acadie[16]

#### Dans la distribution
- 2019 : Overlap de Céleste Godin[25]
- 2023 : Laitue matinal·e de Lionel Lehouillier[26]
- 2023 : L'amoure looks something like you d'Éric Noël[27]

### Cinéma
- 2015 : Owl River Runners, Stevie, réalisation de Danny Thebeau

#### Courts métrages (à la réalisation)
- 2018 : Clay
- 2019 : Posy
- 2020 : CL(M)AM
- 2020 : JOLT
- 2021 : Mona[20]

### Télévision
- 2019 : Conséquences, Ici Radio-Canada Télé[7]
- 2020 : Canada's A Drag, CBC Gem[11],[12]
- 2020 : Les Newbies, TV5 Unis[7]

### Animation de spectacles
- 2017 : Cabaret Factum, dans le cadre du Festival Acadie Rock[28]
- 2019 : Spectacle de la Fête nationale de l'Acadie du Congrès mondial acadien[10]
- 2020 : First Ever Drag Ball acadien[10]

## Distinctions
- 2018 : Personnalité culturelle de l’année, L'Acadie Nouvelle[5]
- 2019 : Prix Viola Léger, Fondation pour l'avancement du théâtre francophone au Canada[16]
- 2020 : Lauréat dans le Palmarès des 10 personnalités influentes de la francophonie canadienne, Francopresse[29]
- 2021 : Découverte de l’année, Prix Éloizes[30],[31]
- 2021 : Vague du meilleur court métrage acadien au FICFA, pour Mona[20]